# Carl Johan Brodén

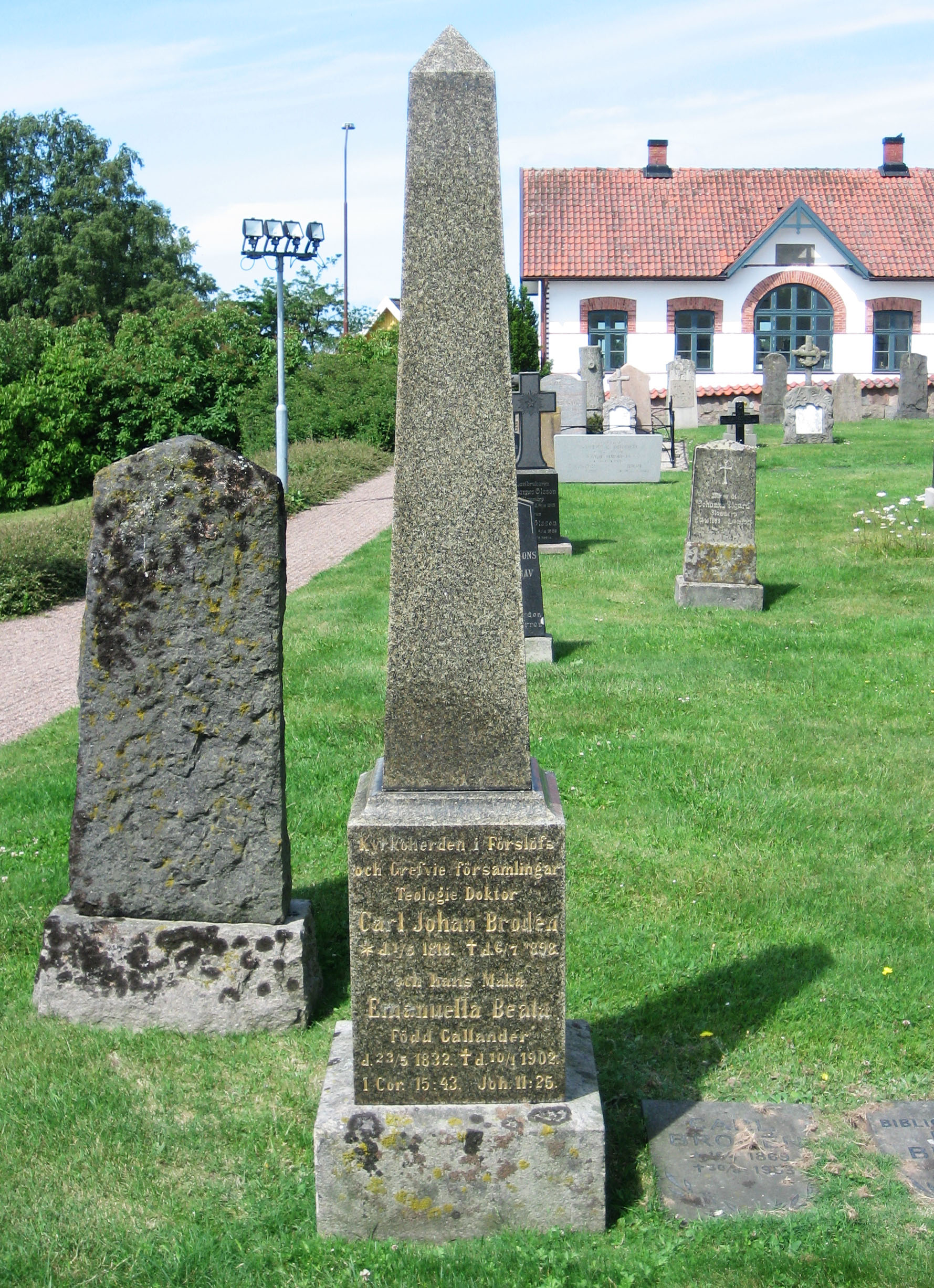
Carl Johan Brodéns gravsten på Förslövs kyrkogård.

Carl Johan Brodén, född den 1 maj 1818 i Mariestad, död 6 juli 1898 i Förslöv, Kristianstads län, var en svensk präst och politiker.
Brodén blev student vid Uppsala universitet 1836, filosofie kandidat 1842, kollega vid Skara läroverk 1844 och filosofie magister 1845. Han prästvigdes 1859, utnämndes 1864 till lektor i kristendom och hebreiska i Skara samt till kyrkoherde i Vinköls prebendepastorat och 1878 till kyrkoherde i Förslöv i Lunds stift. År 1873 bevistade Brodén till följd av inträffat förfall för biskop Butsch det andra kyrkomötet. Vid behandlingen av kommitterades förslag till förklaring av Luthers lilla katekes yttrade Brodén bland annat, att han på åtskilliga ställen trodde sig ha funnit läror och bestämningar, som inte fullt överensstämde med Skriftens lära och de symboliska böckernas rätt förstådda mening. Han ville alltså undanröja vissa uttryck, vilka enligt hans mening lätt kunde föranleda ett skevt begrepp om Gud, en antinomistisk uppfattning av lagen och en mekanisk tydning av läran om rättfärdiggörelsen. Dessa anmärkningar framkallade från åtskilliga bland förslagets och de bestående åsikternas förfäktare en storm av ganska bittra gensägelser och till och med tillvitelser för att han skulle åsyfta ingenting mindre än att avlägsna själva kärnan av kristendomen. Brodéns svar präglades av fasthet och hovsamt lugn, och hans anmärkningar godkändes sedan av Kunglig Majestät. Vid biskopsvalet i Skara stift 1875 uppfördes Brodén i första förslagsrummet. Åren 1876–1878 hade han plats i andra kammaren som ombud för Mariestads, Skara och Skövde valkrets. År 1877 blev Brodén teologie doktor och 1896 filosofie jubeldoktor. Av hans skrifter bör nämnas Grunddragen af grekernas och romarnas mythologi (1853) och Öfversigt af de bibliska böckernas innehåll (1868). Brodén blev ledamot av Nordstjärneorden 1873. Han var gift med Emanuella Beata, född Callander (1832–1902), och parets gravvård återfinns på Förslövs kyrkogård.